# (18342) 1989 ST9
(18342) 1989 ST9 là một tiểu hành tinh vành đai chính. Nó được phát hiện bởi Henri Debehogne ở Đài thiên văn La Silla ở Chile ngày 16 tháng 9 năm 1989.